# Route 381 (Québec)
Pour les articles homonymes, voir Route 381.
La route 381 (R-381) est une route régionale québécoise d'orientation nord / sud située sur la rive nord du fleuve Saint-Laurent. Elle dessert les régions administratives de la Capitale-Nationale et du Saguenay–Lac-Saint-Jean.

## Tracé
La route 381 débute à Baie-Saint-Paul à l'angle de la route 138. Elle longe la rive ouest de la rivière du Gouffre sur quelques kilomètres puis s'enfonce dans la forêt et longe le Parc national des Grands-Jardins. Dans ce secteur, le relief est très montagneux et il n'est pas rare d'y apercevoir de la neige aussi tôt qu'à la mi-octobre. La route 381 traverse ensuite le lac Ha! Ha! puis long la rivière du même nom jusqu'à son terminus, à l'angle de la route 170 à Saguenay.

## Historique
Jean-Baptiste Duberger a établi en 1843 le tracé du chemin reliant Baie-Saint-Paul à Grande-Baie (aujourd'hui l'arrondissement La Baie à Saguenay) en passant par Saint-Urbain. Le chemin a été ouvert au public l'hiver à partir de 1849, puis l'été dix ans plus tard, en 1859. Il a été fermé à la fin du XIXe siècle, pour rouvrir en 1935 et devenir la route 381 que l'on connait aujourd'hui. Jusqu'au milieu des années 1990, le tronçon de route reliant Saint-Urbain et Ferland-et-Boilleau était une route de gravier sinueuse et très montagneuse.
À noter qu'une partie de la route a été emportée dans le secteur de Ferland-et-Boilleau lors des inondations de 1996 qui ont sévi principalement au Saguenay–Lac-Saint-Jean. Certains résidents se sont ainsi retrouvés isolés et ont été évacués par hélicoptère.

## Localités traversées (du sud au nord)
Liste des municipalités dont le territoire a été traversé par la route 381, regroupées par municipalité régionale de comté.

### Capitale-Nationale
Charlevoix
- Baie-Saint-Paul
- Saint-Urbain
- Lac-Pikauba (TNO)

### Saguenay-Lac-Saint-Jean

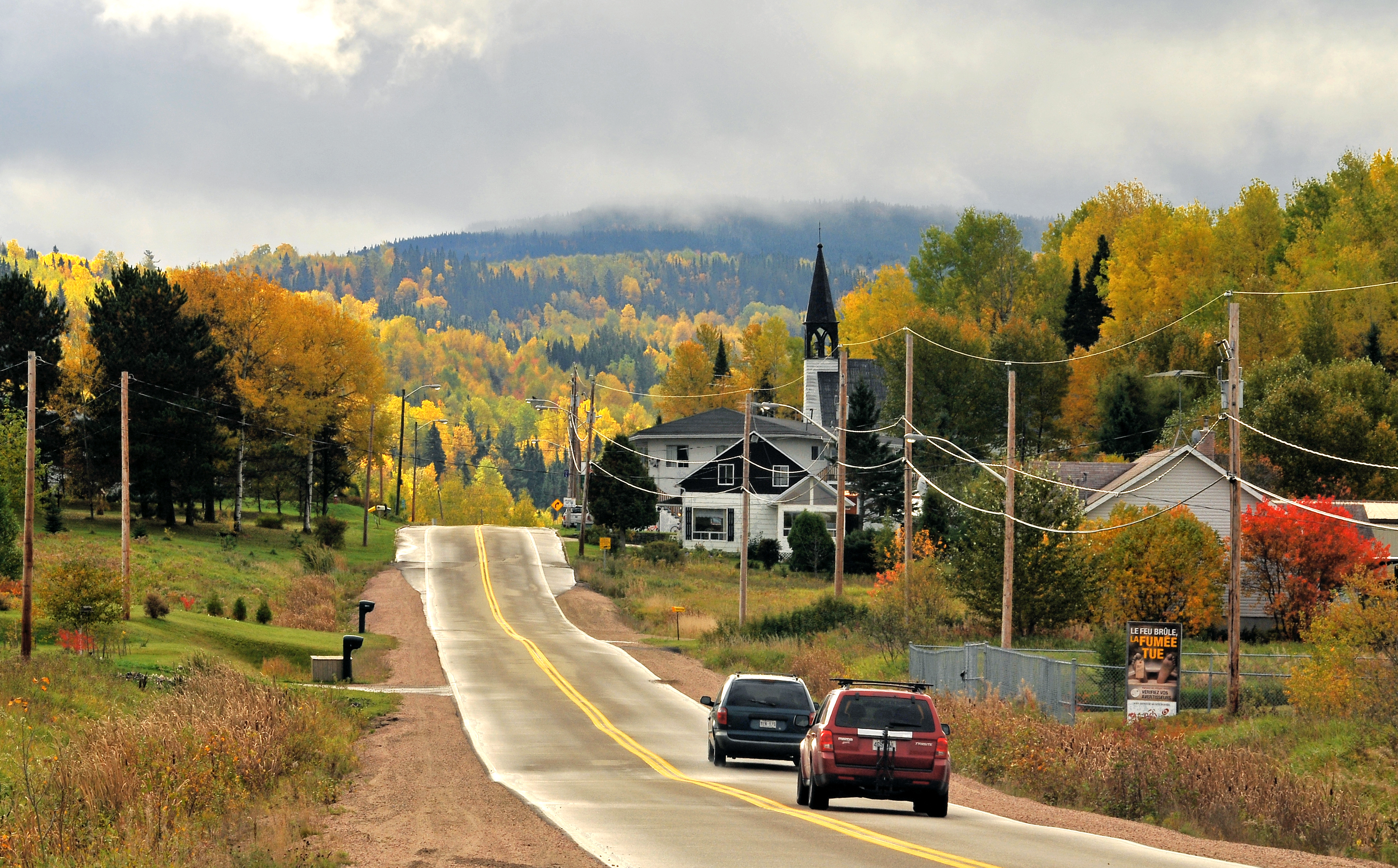
La route 381 à Ferland-et-Boilleau

Le Fjord-du-Saguenay
- Ferland-et-Boilleau

Hors MRC
- Saguenay
  - Arrondissement La Baie

## Intersections majeures
| MRC        | Municipalité    | km     | Destinations                                | Notes |
| ---------- | --------------- | ------ | ------------------------------------------- | ----- |
| Charlevoix | Baie-Saint-Paul | 0,00   | R-138 – La Malbaie, Baie-Saint-Paul, Québec |       |
| Saguenay   | Saguenay        | 114,00 | R-170 – Chicoutimi, La Baie                 |       |
|            |                 |        |                                             |       |